# Татаринова, Ольга Ивановна
О́льга Ива́новна Тата́ринова (2 июля 1939, Куйбышев — 20 февраля 2007, Москва) — советский и российский прозаик, поэт, переводчик, литератор. Основатель и руководитель литературной студии «Кипарисовый ларец» (Москва).

## Биография
Ольга Татаринова родилась в г. Куйбышев (сейчас Самара). Детские и юношеские годы прошли в Ростове. Окончила Рязанский радиотехнический институт в 1961 году. С 1961 г. по 1972 г. работала инженером в области космической техники. В 1974 г. после учёбы в Литературной студии при Союзе писателей СССР (семинар Б. А. Слуцкого) поступила в московский Литературный институт им. А.М. Горького (семинары Ю. Трифонова и В. Липатова). В 1978 году окончила институт.
Член СП СССР с 1989 года.
Основатель и руководитель литературной мастерской «Кипарисовый ларец», гл. редактор (1993), а затем член редколлегии феминистского журнала «Преображение».
Лауреат международного конкурса на лучший женский рассказ, 1993.
Лауреат Международного фестиваля театрально-поэтического авангарда «Другие», 2006.

«Это — внятная и светлая проза, но внимательный читатель с любовью узнает в её авторе поэта, всею душою провидящего красоту и печаль этого мира. Детское это, чистое видение счастливо совпадает со зрелостью ума, опытностью писательской руки».
Белла Ахмадулина

«Постоянный и жадный поиск духовности в близком и далеком — так бы я охарактеризовала основную направленность творчества Ольги Татариновой».
Дина Рубина